# Edifício Barão de Iguape
O Edifício Barão de Iguape.
O Edifício Barão de Iguape é um importante arranha-céu de 133 metros de altura e trinta andares, localizado na esquina da Rua Direita com a Rua São Bento, mais especificamente na Praça do Patriarca, no centro histórico da cidade de São Paulo, SP, Brasil. O local, que fica na região central teve sua construção concluída no ano de 1959. O edifício foi batizado em homenagem à Antônio da Silva Prado, o primeiro Barão de Iguape. Antônio foi capitão-mor e vice-presidente da cidade de São Paulo, e recebeu o título nobiliárquico criado por Dom Pedro II, por decreto, em doze de outubro de 1848.
O edifício foi sede administrativa do banco Unibanco por vários anos, até que esta foi transferida para um outro edifício, na Marginal Pinheiros, na altura da Ponte Eusébio Matoso, no bairro de Pinheiros, onde se encontra instalada até os dias de hoje. O edifício já abrigou áreas operacionais do Unibanco e atualmente pertence ao Tribunal de Justiça do Estado de São Paulo, onde estão instaladas áreas administrativas do Poder Judiciário Estadual.

## Arquitetura
O edifício de 133 metros e 30 andares começou a ser construído no ano de 1956. O projeto foi seguido e erguido pelos arquitetos Jacques Pilon, Giancarlo Gasperini. Os arquitetos tinham como inspiração as modernas torres norte-americanas daquela época.
O edifício possui traços bastante similares aos de grandes construções dos Estados Unidos, com ênfase no estado de Nova Iorque, a técnica de construção denominada curtain-wall está presente em toda a construção.
Área do terreno: 780 m²
Área de construção: 20.000 m²

## História

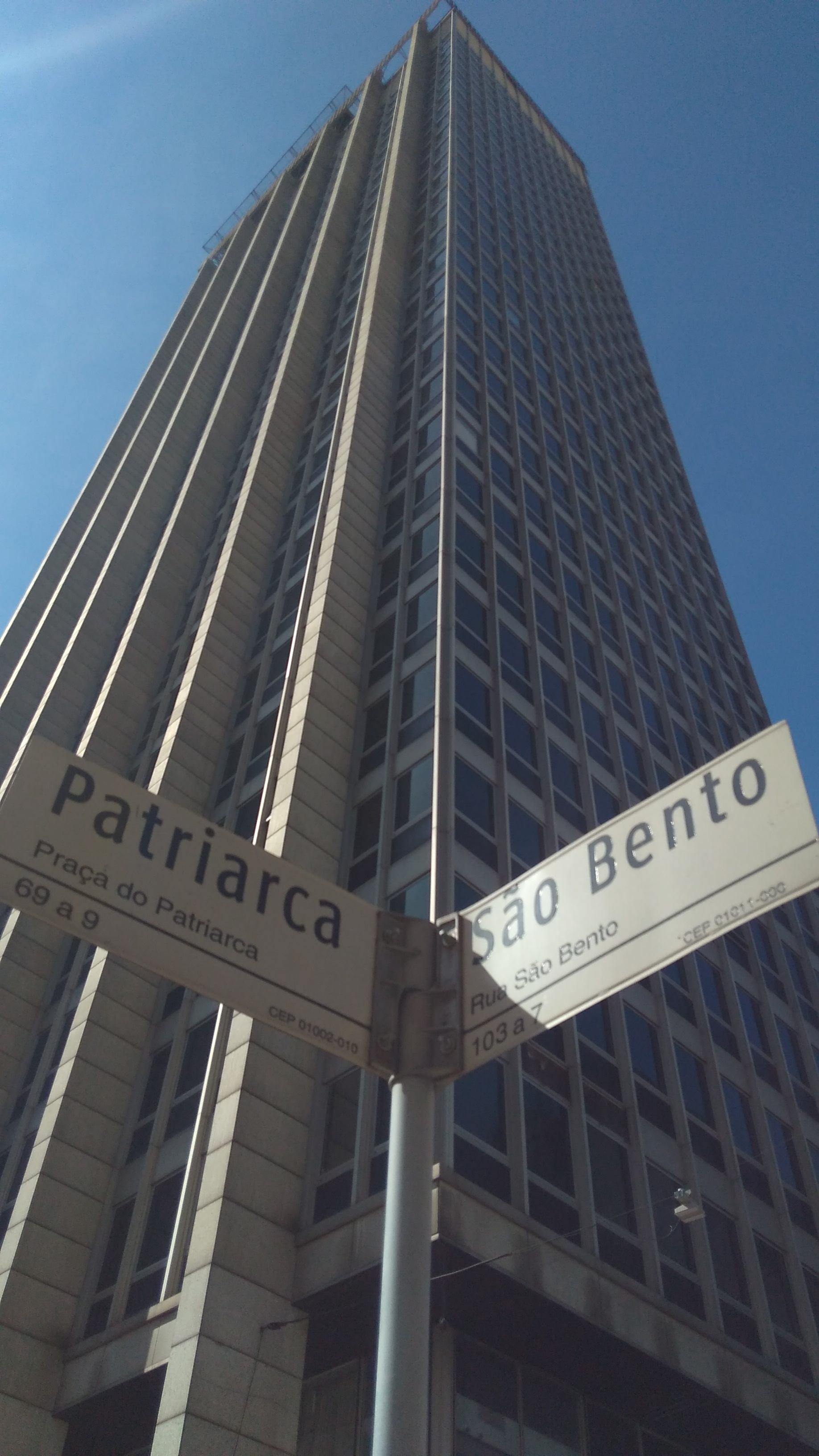
Vista do Edifício Barão de Iguape

Ao lado de construções como o Bank of London and South America, construído em 1960, e Banco Lar Brasileiro, em 1963, o Edifício Barão de Iguapé, de 1959, fez parte da fase de consolidação da arquitetura moderna da cidade de São Paulo.
Embora o projeto do Edifício Barão de Iguape só ter sido entregue em 1959, o local onde hoje se encontra a construção tem forte ligação com a família de Antônio da Silva Prado, o primeiro Barão de Iguape. O Edifício é a terceira construção erguida naquele mesmo lote, localizado no centro histórico da cidade de São Paulo. A primeira ocupação foi a primeira moradia do Barão de Iguapé, no ano de 1899 que, posteriormente se unificou a duas outras construções próximas.  O pedido de construção do Edifício Barão de Iguape, também conhecido como Segunda Casa do Barão de Iguape foi feito por sua neta, a Condessa Pereira Pinto, no ano de 1910. Francisco de Paula Ramos de Azevedo foi o arquiteto responsável por abrir o pedido junto à prefeitura.
A primeira construção do prédio possuía cinco pavimentos, sendo eles: loja, sobreloja e mais três andares, medindo 28,6 metros do lado da Rua Direita, 28,3 metros do lado da Rua São Bento e o restante, 25,3 metros do lado da Rua da Quitanda. O primeiro serviço a se instalar no local foi Grand Hotel La Rotisserie Sportsman, sendo seguido pela Casa Enxoval logo depois. As obras da construção da segunda casa do barão de iguape tiveram início em 1909, pelas empresas Ramos Azevedo e Severo & Comp. No ano de 1919, Francisco de Paula Ramos Azevedo solicitou a colocação de tapumes no exterior do edifício, para a instalação da loja de departamento Mappin & Web. Para que a instalação fosse concretizada, era necessário que a loja fizesse uma liquidação no estoque da Casa Enxoval, que teve que mudar de logradouro, assim como o Grand Hotel La Rotisserie Sportsman. A loja Mappin permaneceu lá até o ano de 1939.
No ano de 1956, a antiga construção foi demolida e os arquitetos Jacques Pilon, Gian Carlo Gasperini deram início ao projeto do novo edifício, o Edifício Barão de Iguape. Um dos motivos que levaram à construção do prédio foi também a construção da Praça do Patriarca.
O projeto foi aprovado pela prefeitura no ano de 1956 e as obras tiveram início realmente em abril do ano de 1957. Após o prédio ser totalmente construído, em 1959, ele se tornou sede do Banco Moreira Salles, propriedade do bancário e empresário Walther Moreira Salles.

## Reforma
Em 1984, seguindo solicitação de Walther Moreira Salles, então presidente do Unibanco, o Edifício Barão de Iguape passou por significantes reformas. O escolhido para realizar o projeto foi o arquiteto mexicano Aurélio Martinez Flores. A principal reforma do local foi a fachada do prédio. No 9º Andar, deste prédio era utilizada pelo Walther Moreira Salles, tendo um estilo arquitetônico diferenciado e abrigando parte do acervo de arte do banqueiro. O prédio conta com 3 subsolos de salas cofres e duas interligações subterrâneas para edifícios que eram operados pelo Unibanco, como contingência durante as greves.

## Localização

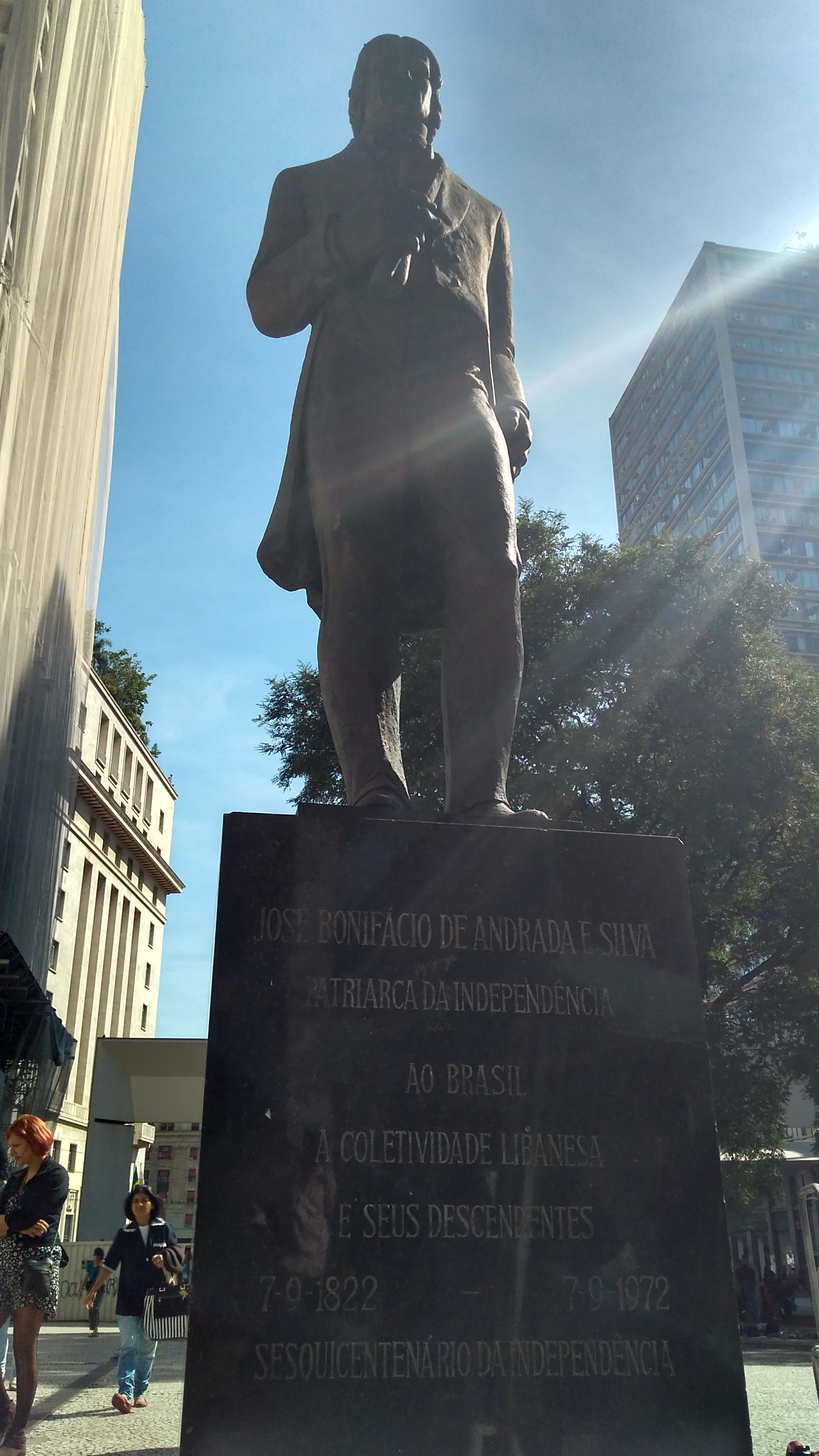
Estátua de José Bonifácio

O Edifício Barão de Iguape tem seu logradouro no cruzamento da Rua Direita com a Rua São Bento, local que antigamente era conhecido como " Quatro Cantos", por ter sido o único lugar da cidade de São Paulo onde duas ruas se cruzavam em um ângulo reto.
O edifício encontra-se em frente à Praça do Patriarca. No ano de 1912, um quarteirão abrigado nas Ruas Direita, São Bento, Líbero Badaró e Quitanda foi demolido e deu início à construção da praça, que leva o nome em homenagem ao Patriarca da Independência, José Bonifácio de Andrada e Silva.
Além da praça, o edifício está localizado junto à uma estátua que foi construída em homenagem a José Bonifácio de Andrada e Silva. Conhecido como Patriarca da Independência, José Bonifácio foi influente na decisão para a Independência do Brasil. Além do monumento em frente ao Edifício Barão de Iguape, José Bonifácio também possui um monumento em sua homenagem no Bryant Park, na cidade de Nova Iorque.

## Atualidade
Após a construção do Edifício Barão de Iguape, no ano de 1959, o prédio tornou-se domínio do antigo Banco Moreira Salles. Logo em seguida, por conta de diversas transações que envolveram o banco, o edifício se tornou propriedade do Unibanco. Após a fusão desses dois bancos, o Itaú - Unibanco passou a ter sua sede localizada no prédio. No ano de 2012, foi desapropriado pelo Governo do Estado de São Paulo, para servir como Centro Administrativo do Tribunal de Justiça.